# ديمون مكمان
ديمون مكمان (بالإنجليزية: Damon McMahon)‏ هو موسيقي أمريكي، ولد في 1980 في فيلادلفيا في الولايات المتحدة.

## روابط خارجية
- ديمون مكمان على موقع ميوزك برينز (الإنجليزية)
- ديمون مكمان على موقع أول ميوزيك (الإنجليزية)
- ديمون مكمان على موقع ديسكوغز (الإنجليزية)